# Ludvig Günther II av Schwarzburg-Rudolstadt
Ludvig Günther II (tyska: Ludwig Günther II.), född den 22 oktober 1708 i Rudolstadt, död där den 29 augusti 1790, var 1767-1790 regerande furste av Schwarzburg-Rudolstadt.

## Biografi
Ludvig Günther var yngre son till furst Ludvig Fredrik I av Schwarzburg-Rudolstadt och dennes hustru Anna Sofia av Sachsen-Gotha-Altenburg.
Ursprungligen hade Ludvig Günther ingen framträdande plats i furstendömets tronföljd, men då hans brorson, furst Johan Fredrik år 1767 avled utan manliga arvingar blev han vid 59 års ålder regerande furste. Denna relativt höga tillträdesålder till trots kom han att få en lång regeringstid: Ludvig Günther avled först vid 82 års ålder 1790 och hade då regerat i 23 år.  Han efterträddes av sin son Fredrik Karl.

## Familj
Ludwig Günther gifte sig den 22 oktober 1733 i Greiz med Sofia av Reuss-Greiz (1711-1771) med vilken han fick fyra barn:
- Fredrika Sofia (född och död 1734)
- Christina Fredrika (1735-1738)
- Fredrik Karl (1736 – 1793), regerande furste 1790-1793
- Christian Ernst (född och död 1739)